# Thomas Y. Howe junior
Thomas Y. Howe junior (* 1801 in Auburn, New York; † 15. Juli 1860 ebenda) war ein US-amerikanischer Jurist und Politiker. Zwischen 1851 und 1853 vertrat er den Bundesstaat New York im US-Repräsentantenhaus.

## Werdegang
Thomas Howe schloss seine Vorstudien ab. Zwischen 1834 und 1838 war er Inspektor im Auburn-Gefängnis. Er wurde zum Vormundschafts- und Nachlassrichter im Cayuga County gewählt – ein Posten, den er vom 18. März 1836 bis zum 14. April 1840 innehatte. Politisch gehörte er der Demokratischen Partei an. Bei den Kongresswahlen des Jahres 1850 für den 32. Kongress wurde Howe im 25. Wahlbezirk von New York in das US-Repräsentantenhaus in Washington, D.C. gewählt, wo er am 4. März 1851 die Nachfolge von Harmon S. Conger antrat. Er schied nach dem 3. März 1853 aus dem Kongress aus. Nach seiner Kongresszeit wurde er Bürgermeister in Auburn und bekleidete den Posten vom März 1853 bis März 1854. Er verstarb am 15. Juli 1860 in Auburn und wurde auf dem Fort Hill Cemetery beigesetzt.